# Nemorilla insulata
Nemorilla insulata är en tvåvingeart som beskrevs av Hiroshi Shima 1996. Nemorilla insulata ingår i släktet Nemorilla och familjen parasitflugor. Inga underarter finns listade i Catalogue of Life.